# Muhammad Mustafa Azami
Muhammad Mustafa Azami (arabisch محمد مصطفى الأعظمي, DMG Muḥammad Muṣṭafā al-Aʿẓamiyy; geb. 1932 in Maunath Bhanjan in Uttar Pradesh; † 20. Dezember 2017 in Riad) war ein muslimischer indisch-saudi-arabischer Islamwissenschaftler und Hochschullehrer mit dem Arbeitsschwerpunkt auf der Hadithwissenschaft.

## Leben und Wirken
Muhammad Mustafa Azami wurde 1932 in Mau (Maunath Bhanjan) in Uttar Pradesh geboren. Er machte 1952 einen Abschluss an der islamischen Hochschule Dar ul-Ulum Deoband in Deoband (Uttar Pradesh, Indien) und dann einen M.A. 1955 an der al-Azhar-Universität in Kairo (Ägypten). Er lehrte Arabisch für Nicht-Muttersprachler und leitete die National Public Library von Katar. 1966 erwarb er seinen PhD an der Universität Cambridge (England) mit einer Dissertation über Untersuchungen zur frühen Hadith-Literatur („Studies in early ḥadīth literature“). Nach seiner Promotion siedelte er nach Saudi-Arabien über und lehrte erst am Scharia-College der Umm-al-Qura-Universität in Mekka und dann am College of Education der König-Saud-Universität in Riad. 1980 erhielt er – ein Jahr nach Fuat Sezgin – den Internationalen König-Faisal-Preis in Islamwissenschaft für seine Hadith-Forschungen. Er schreibt auf Arabisch und Englisch. 1981 wurde er in Saudi-Arabien eingebürgert. Er leitete das Department of Islamic Studies der König-Saud-Universität in Riad. Er forschte an der University of Michigan (Ann Arbor), der University of Colorado Boulder, dem St Cross College der Universität Oxford. Er war Gastprofessor in Islamwissenschaft an der Universität Princeton und Ehrenprofessor an der University of Wales, Lampeter. Er ist Verfasser verschiedener Schriften und betätigte sich auch als Herausgeber. Die Hadith-Theorien von Islamwissenschaftlern wie Ignaz Goldziher, David Margoliouth und Joseph Schacht wurden von ihm kritisch untersucht. Azami hat auch alte Hadith-Manuskripte entdeckt und überprüft, wie z. B. Sahih ibn Chuzaima und Kitāb as-Sunan al-kubrā von An-Nasāʾī.
Zu seinen Studies in Early Hadith Literature schrieb der britische Orientalist A. J. Arberry vom Pembroke College in Cambridge das Vorwort:

“No doubt the most important field of research, relative to the study of Hadith, is the discovery, verification, and evaluation of the smaller collections of Traditions antedating the six canonical collections of al-Bukhari, Muslim and the rest. In this field Dr Azmi has done pioneer work of the highest value, and he has done it according to the exact standards of scholarship. The thesis which he presented, and for which Cambridge conferred on him the degree of Ph.D., is in my opinion one of the most exciting arid original investigations in this field of modern times.”

„Das wichtigste Forschungsgebiet bezogen auf das Hadith-Studium ist zweifellos die Entdeckung, Verifikation und Bewertung der kleineren Sammlungen von Traditionen, die den sechs kanonischen Sammlungen von al-Buchari, Muslim und den restlichen vorausgingen. In diesem Bereich hat Dr. Azmi Pionierarbeit von höchstem Wert geleistet, und dies nach den exakten Standards der Gelehrsamkeit. Die von ihm vorgelegte Arbeit, für die ihm Cambridge den Grad eines Ph.D. verlieh, ist meiner Ansicht nach eine der aufregendsten nüchternen originären Untersuchungen auf diesem Gebiet in der Neuzeit.'“

## Publikationen (Auswahl)
- Studies in Early Hadith Literature: With a Critical Edition of Some Early Texts (seine Dissertation an der Universität Cambridge) – Onlinetext der Ausgabe 1978; auch Indianapolis, Ind.; American Trust Publ.; 1992
- Studies in Hadith Methodology and Literature. (Online 1, 2) (eine allgemeine Einführung)
- The History of the Qur'anic Text from Revelation to Compilation: A Comparative Study with the Old and New Testaments. UK Islamic Academy. ISBN 1-872531-66-0.
- On Schacht's Origins of Muhammadan Jurisprudence. Riyadh: King Saud University 1985 (Digitalisat)
- Dirasat fi al-Hadith an-Nabawi wa Tarikh Tadwini
- Kuttāb an-nabī
- Manhaj an-Naqd 'ind al-Muhaddithin
- al-Muhaddithun min al-Yamamah

herausgegebene Werke
- al-ʿIlal von Ibn al-Madini
- Kitāb al-Tamyīz von Imam Muslim
- Maghāzi Rasulullah von ʿUrwa ibn az-Zubair
- Muwatta Imam Malik
- Sahih Ibn Chuzaima
- Sunan Ibn Madscha